# Rasmus Christiansen (politiker)
 Der er flere personer med dette navn, se Rasmus Christiansen.
Rasmus Christiansen (3. januar 1840 i Ryslinge – 11. juli 1928 sammesteds) var en dansk gårdejer og politiker, bror til Lars Christiansen, der også havde en politisk karriere.
Han var søn af den berømte kongevalgte landstingsmand Christian Rasmussen af Ryslinge. Christiansen gennemgik Fyens teoretiske landvæsensinstitut og var derefter elev på større gårde. I to år var han lærer på Ryslinge Folkehøjskole. Han blev regnet for en meget kompetent landmand og blev forpagter af to større gårde og ejer af en tredje: Brænderupgaard under Glorup, Eskelund og Stjernegaard, som han ejede.
1872 blev han sekretær i Svendborg Amts landøkonomiske Selskab, hvilken stilling han beholdt til 1906, hvorefter han i 16 år var næstformand og blev udnævnt til æresmedlem ved sin afgang. Dernæst blev Rasmus Christiansen var medlem af Svendborg Amtsråd, hvor han sad fra 1887 til 1910, medlem af Gislev Sogneråd i 9 år, blev landvæsenskommissær og var en årrække formand for amtskommissionen ang. jord til landarbejdere. Han var i 1889 medstifter af folkehøjskolen på Brahetrolleborg, der senere blev landbrugsskole.
Allerede i 1873 stillede han sig som Højres kandidat i Kværndrupkredsen og i 1876 i Nyborgkredsen. Her blev han endelig i 1881 valgt til folketingsmand, men røg ud af tinget igen nogle måneder senere. Politisk var han oprindeligt fuldblods Estrup-tilhænger, men blev mere moderat med årene. Han var rigsdagskandidat ikke færre end 13 gange i Svendborg Amt.
I 1909 lykkedes det ham at erobre mandatet i Faaborgkredsen fra den reformivrige venstremand Hans Poul Pedersen, og valget i 1910 bragte igen flertal for Rasmus Christiansen, idet stemmerne fordeltes således: Rasmus Christiansen 1088, lærer R. Jensen-Knudstrup fra Vestermark (Venstre) 1015, redaktør Nielsen, Faaborg 762. 
Men Rasmus Christiansen var modstander af det ny grundlovsforslag, hvilket resulterede i hans fald i 1913. På valgdagen den 20. maj blev han anbefalet af jernstøber C.C. Jensen, sognefoged Peter Petersen, Svanninge og pastor Clausen, Korinth, men hans modstandere havde forenet sig i kampen imod højremanden og formået dr.phil. Carl Nicolai Starcke, Frederiksberg, til at stille op. De var samtidig mødt talstærkt frem.
Starcke blev således anbefalet af proprietær Lars Pedersen, Skerninggård, mejeribestyrer Larsen, Egedal og læge R.E. Christensen, Faaborg, der udtalte, at valget ikke kunne være svært, da det gjaldt for eller imod den almindelige valgret. Resultatet blev, at Starcke valgtes med 1758 stemmer. Christiansen fik 1077. Stemmeprocenten nåede helt op på 71,6 pct. 
Christiansen var også medlem af ekspropriationskommissionerne for privatbanerne på Fyn og Langeland samt dobbeltsporet Nyborg-Odense igennem Svendborg Amt. Formand for kommissionen til oprettelse af husmandsbrug i Svendborg amt 1899-1910. Han blev medlem af Fyens Stifts Sparekasses repræsentantskab og fik en tilsvarende position i Svendborg Bank. 1881 blev han Dannebrogsmand og 1892 Ridder af Dannebrog.
31. oktober 1866 havde han ægtet Ane Margrethe Nielsen (5. november 1853 på Rødegaard i Fjelsted Sogn – 10. februar 1908 på Brænderupgaard), der var datter af bolsmand, senere gårdbestyrer Niels Hansen (Brandt) (1782-1861) og Karen Marie Rasmusdatter (1797-1863). 
I 1915 afstod han Brænderupgaard og boede i sin fødeby, Ryslinge, hvor han levede stille og tilbagetrukket til sin død i 1928. Han er begravet på Gudbjerg Kirkegård.